# 特選!美味しいTV
『特選!美味しいTV』（とくせん おいしいテレビ）は、1993年1月21日から同年9月16日までテレビ朝日系列局で放送されていたテレビ朝日制作の情報バラエティ番組である。放送時間は毎週木曜 19:30 - 19:58 （日本標準時）。

## 概要
料理を題材にした番組で、前番組『ついておいでよ男たち』から引き続きルー大柴が司会を務めていた。ルーは、他の番組出演時とは異なる語り口で番組をナビゲートしていた。
番組の終了後、それまで日本アニメーション制作アニメ『南国少年パプワくん』が放送されていた土曜19:30枠との枠交換が行われた。その結果、この木曜19:30枠もテレビアニメ枠になり、ここで同じく日本アニメーション制作の『平成イヌ物語バウ』が放送されることになった。そして土曜19:30枠では、『南国少年パプワくん』に替わって東映動画制作の『SLAM DUNK』がスタートした。

## エンディングテーマ
- 丸いお尻が許せない（KAN、1993年1月 - 1993年3月）
- 微笑みながら（久松史奈）[1]
- バストアップでゆこう（eye's）[2]